# Luigi Poggia
Luigi Poggia (Gargallo, 12 maggio 1901 – Verbania, 4 agosto 1960) è stato un calciatore italiano, di ruolo centrocampista.
Soprannominato "Ul Pugìn".

## Carriera
Dopo i trascorsi nelle file del Novara e dell'Intrese passa al Milan nella stagione 1921-1922.
Fa il suo esordio nelle gare ufficiali (campionato CCI - Lega Nord) il 20 novembre 1921 in Milan-Bologna 2-1.
Chiude la carriera in rossonero il 29 marzo 1926 con la partita di campionato Milan-Alessandria 2-2. 
Totalizza 82 presenze e 9 reti segnate.
Passerà poi all'Atalanta, al Varese e successivamente di nuovo all'Intrese.

## Palmarès

### Club

#### Competizioni nazionali
- Prima Divisione: 1

Atalanta: 1927-1928